# Xanthocrambus saxonellus
Xanthocrambus saxonellus là một loài bướm đêm trong họ Crambidae.